# بلفورته دل کینتی
بلفورته دل کینتی (به ایتالیایی: Belforte del Chienti) یک کومونه در ایتالیا است که در استان ماچه‌راتا واقع شده‌است.

## خصوصیات
بلفورته دل کینتی ۱۵٫۹ کیلومترمربع مساحت و ۱٬۸۵۹ نفر جمعیت دارد و ۳۴۷ متر بالاتر از سطح دریا واقع شده‌است.